# Samuel Lyman
Samuel Lyman (* 25. Januar 1749 in Goshen, Litchfield County, Colony of Connecticut; † 5. Juni 1802 in Springfield, Massachusetts) war ein US-amerikanischer Politiker. Zwischen 1795 und 1800 vertrat er den Bundesstaat Massachusetts im US-Repräsentantenhaus.

## Werdegang
Samuel Lyman wuchs noch während der britischen Kolonialzeit auf. Er besuchte die Goshen Academy und studierte danach bis 1770 am Yale College. Anschließend unterrichtete er für einige Zeit als Lehrer. Nach einem Jurastudium und seiner 1773 erfolgten Zulassung als Rechtsanwalt begann er in Hartford in diesem Beruf zu arbeiten. Ab 1784 lebte er in Springfield (Massachusetts). In seiner neuen Heimat begann Lyman eine politische Laufbahn. Von 1786 bis 1788 war er Abgeordneter im Repräsentantenhaus von Massachusetts; zwischen 1790 und 1793 gehörte er dem Staatssenat an. Von 1791 bis 1800, also auch während seiner Zeit im US-Repräsentantenhaus, war er Richter im Hampshire County. In den späten 1790er Jahren wurde er Mitglied der von Alexander Hamilton gegründeten Föderalistischen Partei.
Bei den Kongresswahlen des Jahres 1794 wurde Lyman im dritten Wahlbezirk von Massachusetts in das US-Repräsentantenhaus gewählt, wo er am 4. März 1795 die Nachfolge von Benjamin Goodhue antrat.  Nach zwei Wiederwahlen konnte er bis zu seinem Rücktritt am 6. November 1800 im Kongress verbleiben. Nach dem Ende seiner Zeit im US-Repräsentantenhaus ist Samuel Lyman politisch nicht mehr in Erscheinung getreten. Er starb am 5. Januar 1802 in Springfield und wurde in seinem Geburtsort Goshen beigesetzt.